# Anna Alexandrowna Morgina
Anna Alexandrowna Morgina (russisch Анна Александровна Моргина; * 21. August 1991 in Moskau, Sowjetunion) ist eine ehemalige russische Tennisspielerin.

## Karriere
Morgina, die am liebsten auf Hartplätzen spielt, begann im Alter von sieben Jahren mit dem Tennis.
Sie gewann während ihrer Karriere bisher 13 Einzel- und 39 Doppeltitel des ITF Women’s Circuits.

## Turniersiege

### Einzel
| Nr. | Datum              | Turnier             | Kategorie   | Belag     | Finalgegnerin      | Ergebnis       |
| --- | ------------------ | ------------------- | ----------- | --------- | ------------------ | -------------- |
| 1.  | Juli 2012          | Scharm asch-Schaich | ITF $10.000 | Hartplatz | Kamila Kerimbajewa | 7:5, 2:6, 5:7  |
| 2.  | 7. Juli 2013       | Scharm asch-Schaich | ITF $10.000 | Hartplatz | Valeria Prosperi   | 6:4, 6:3       |
| 3.  | Juli 2013          | Scharm asch-Schaich | ITF $10.000 | Hartplatz | Pauline Payet      | 6:1, 6:3       |
| 4.  | Juli 2013          | Scharm asch-Schaich | ITF $10.000 | Hartplatz | Linda Prenkovic    | 6:3, 6:2       |
| 5.  | 25. August 2013    | Scharm asch-Schaich | ITF $10.000 | Hartplatz | Susanne Celik      | 6:3, 1:6, 7:62 |
| 6.  | 6. Oktober 2013    | Scharm asch-Schaich | ITF $10.000 | Hartplatz | İpek Soylu         | 6:3, 3:6, 7:5  |
| 7.  | 7. September 2014  | Scharm asch-Schaich | ITF $10.000 | Hartplatz | Vojislava Lukić    | 6:72, 6:4, 6:3 |
| 8.  | 21. September 2014 | Scharm asch-Schaich | ITF $10.000 | Hartplatz | Sri Peddi Reddy    | 7:5, 6:2       |
| 9.  | 13. März 2016      | Scharm asch-Schaich | ITF $10.000 | Hartplatz | Karolína Muchová   | 1:6, 6:0, 6:3  |
| 10. | 2. Oktober 2016    | Scharm asch-Schaich | ITF $10.000 | Hartplatz | Dea Herdželaš      | 6:4, 6:0       |
| 11. | 4. November 2018   | Scharm asch-Schaich | ITF $15.000 | Hartplatz | Sandy Marti        | 6:2, 6:76, 6:1 |
| 12. | 17. Februar 2019   | Scharm asch-Schaich | ITF W15     | Hartplatz | Laura Pigossi      | 6:3, 6:2       |
| 13. | 25. August 2019    | Lambaré             | ITF W15     | Sand      | Fernanda Brito     | 3:6, 6:2, 6:2  |

### Doppel
| Nr. | Datum              | Turnier             | Kategorie    | Belag             | Partnerin                 | Finalgegnerinnen                              | Ergebnis          |
| --- | ------------------ | ------------------- | ------------ | ----------------- | ------------------------- | --------------------------------------------- | ----------------- |
| 1.  | Juni 2009          | Istanbul            | ITF $10.000  | Hartplatz         | Galina Fokina             | Çağla Büyükakçay Pemra Özgen                  | 6:4, 4:6, [10:8]  |
| 2.  | Juli 2009          | Casablanca          | ITF $10.000  | Sand              | Galina Fokina             | Benedetta Davato Lisa Sabino                  | 7:65, 0:6, [10:6] |
| 3.  | Juli 2011          | Tanger              | ITF $10.000  | Sand              | Fatima El Allami          | Anna Agamennone Linda Mair                    | 3:6, 6:4, [10:6]  |
| 4.  | Juli 2012          | Scharm asch-Schaich | ITF $10.000  | Hartplatz         | Venise Chan               | Magy Aziz Mora Eshak                          | 6:1, 6:2          |
| 5.  | 4. Mai 2013        | Scharm asch-Schaich | ITF $10.000  | Hartplatz         | Jana Sisikowa             | Lise Brulmans Klaartje Liebens                | 6:3, 6:2          |
| 6.  | Juni 2013          | Scharm asch-Schaich | ITF $10.000  | Hartplatz         | Sowjanya Bavisetti        | Dalila Jakupović Kyra Shroff                  | 6:1, 3:6, [10:6]  |
| 7.  | 30. August 2013    | Scharm asch-Schaich | ITF $10.000  | Hartplatz         | Jana Sisikowa             | Nikola Horáková Julija Waletowa               | 6:2, 6:4          |
| 8.  | 7. September 2013  | Scharm asch-Schaich | ITF $10.000  | Hartplatz         | Jana Sisikowa             | Fatma Al-Nabhani Alina Mikheeva               | 6:74, 6:1, [10:8] |
| 9.  | 5. Oktober 2013    | Scharm asch-Schaich | ITF $10.000  | Hartplatz         | Jana Sisikowa             | Giulia Bruzzone Karina Venditti               | 6:2, 6:3          |
| 10. | 12. Oktober 2013   | Scharm asch-Schaich | ITF $10.000  | Hartplatz         | Jana Sisikowa             | Natasha Palha Karina Venditti                 | 6:3, 6:2          |
| 11. | 19. April 2014     | Scharm asch-Schaich | ITF $10.000  | Hartplatz         | Katy Dunne                | Dong Xiaorong Pia König                       | 7:5, 7:65         |
| 12. | 24. Mai 2014       | Scharm asch-Schaich | ITF $10.000  | Hartplatz         | Elena-Teodora Cadar       | Diana Bogoliy Nidhi Chilumula                 | 3:6, 6:2, [10:5]  |
| 13. | 14. Juni 2014      | Scharm asch-Schaich | ITF $10.000  | Hartplatz         | Caroline Rohde-Moe        | Elena-Teodora Cadar Arabela Fernández Rabener | 6:3, 7:5          |
| 14. | 28. Juni 2014      | Scharm asch-Schaich | ITF $10.000  | Hartplatz         | Arabela Fernández Rabener | Jan Abaza Ola Abou Zekry                      | 6:4, 3:6, [10:2]  |
| 15. | 16. August 2014    | Scharm asch-Schaich | ITF $10.000  | Hartplatz         | Harriet Dart              | Abbie Myers Georgiana Ruhrig                  | 6:2, 6:1          |
| 16. | 30. August 2014    | Scharm asch-Schaich | ITF $10.000  | Hartplatz         | Michelle Sammons          | Giulia Bruzzone Rishika Sunkara               | 6:2, 6:1          |
| 17. | 13. September 2014 | Scharm asch-Schaich | ITF $10.000  | Hartplatz         | Jana Sisikowa             | Ilze Hattingh Michelle Sammons                | 6:3, 0:6, [10:6]  |
| 18. | 22. November 2014  | Scharm asch-Schaich | ITF $10.000  | Hartplatz         | Nina Stojanović           | Alina Mikheeva Martina Přádová                | 5:7, 6:1, [10:3]  |
| 19. | 29. November 2014  | Scharm asch-Schaich | ITF $10.000  | Hartplatz         | Anastassija Pribylowa     | Snehadevi Reddy Dhruthi Tatachar Venugopal    | 6:4, 6:4          |
| 20. | 26. Dezember 2014  | Pune                | ITF $25.000  | Hartplatz         | Nina Stojanović           | Oksana Kalaschnikowa Anastassija Wassyljewa   | 7:67, 6:4         |
| 21. | 7. Februar 2015    | Scharm asch-Schaich | ITF $10.000  | Hartplatz         | Yuuki Tanaka              | Weronika Kapschaj Melanie Klaffner            | 4:6, 6:4, [10:6]  |
| 22. | 21. Februar 2015   | Scharm asch-Schaich | ITF $10.000  | Hartplatz         | Julia Terziyska           | Darja Lebeschawa Anastasia Shaulskaya         | 6:3, 6:0          |
| 23. | 28. Februar 2015   | Scharm asch-Schaich | ITF $10.000  | Hartplatz         | Julia Terziyska           | Ayla Aksu Müge Topsel                         | 6:1, 4:6, [10:2]  |
| 24. | 18. Dezember 2015  | Navi Mumbai         | ITF $25.000  | Hartplatz         | Nina Stojanović           | Polina Leikina Lu Jiajing                     | 6:3, 7:5          |
| 25. | 14. Mai 2016       | Scharm asch-Schaich | ITF $10.000  | Hartplatz         | Sara Tomic                | Eleni Kordolaimi Anette Munozova              | 6:3, 6:2          |
| 26. | 23. September 2016 | Sankt Petersburg    | ITF $100.000 | Hartplatz (Halle) | Marija Marfutina          | Raluca Olaru Alena Tarassowa                  | 6:2, 6:3          |
| 27. | 25. März 2017      | Scharm asch-Schaich | ITF $10.000  | Hartplatz         | Tereza Mihalíková         | Li Yuenu Meng Ran                             | 2:6, 6:4, [10:5]  |
| 28. | 1. Juli 2017       | Toruń               | ITF $25.000  | Sand              | Wera Lapko                | Miriam Kolodziejová Jesika Malečková          | 6:2, 6:3          |
| 29. | 17. Februar 2018   | Scharm asch-Schaich | ITF $10.000  | Hartplatz         | Walerija Solowjowa        | Constanze Stepan Iga Świątek                  | 6:4, 6:2          |
| 30. | 21. April 2018     | Scharm asch-Schaich | ITF $10.000  | Hartplatz         | Melanie Klaffner          | Alicia Barnett Julia Terziyska                | 7:5, 6:1          |
| 31. | 17. August 2018    | Moskau              | ITF $10.000  | Sand              | Anastassija Frolowa       | Anastassija Charitonowa Darja Nasarkina       | 6:3, 6:4          |
| 32. | 15. September 2018 | Kairo               | ITF $10.000  | Sand              | Elina Nepli               | Gabriela Nicole Tătăruș Chelsea Vanhoutte     | 7:5, 6:1          |
| 33. | 27. Oktober 2018   | Scharm asch-Schaich | ITF $10.000  | Hartplatz         | Jelena Stojanovic         | Uljana Aisatulina Elena-Teodora Cadar         | 6:3, 6:3          |
| 34. | 10. November 2018  | Scharm asch-Schaich | ITF $10.000  | Hartplatz         | Anastassija Schoschyna    | Elena-Teodora Cadar Jelena Simić              | 3:6, 6:3, [10:5]  |
| 35. | 16. Februar 2019   | Scharm asch-Schaich | ITF W15      | Hartplatz         | Laura Pigossi             | Nika Schytkouskaja Anastassija Suchotina      | 6:2, 6:2          |
| 36. | 20. September 2019 | Melilla             | ITF W15      | Sand              | Darja Mischina            | Ángela Fita Boluda Olga Parres Azcoitia       | 6:1, 6:72, [10:6] |
| 37. | 16. November 2019  | Minsk               | ITF W25      | Hartplatz (Halle) | Wiktorija Kan             | Anastassija Pribylowa Suzan Lamens            | 7:63, 7:64        |
| 38. | 11. Juni 2021      | Vilnius             | ITF W15      | Hartplatz (Halle) | Jekaterina Makarowa       | Justina Mikulskytė Akvilė Paražinskaitė       | 6:2, 3:6, [10:2]  |
| 39. | 24. Juli 2021      | Moskau              | ITF W15      | Sand              | Darja Mischina            | Nigina Abduraimova Angelina Gabujewa          | 7:5, 2:6, [11:9]  |